# Panther De Ville
La Panther De Ville è un'autovettura prodotta dalla casa automobilistica inglese Panther Westwinds dal 1974 al 1985. È stato un modello molto esclusivo ed è stato prodotto in 60 esemplari tra cui 46 berlina, 11 cabriolet, una limousine ed una coupé.

## Il contesto

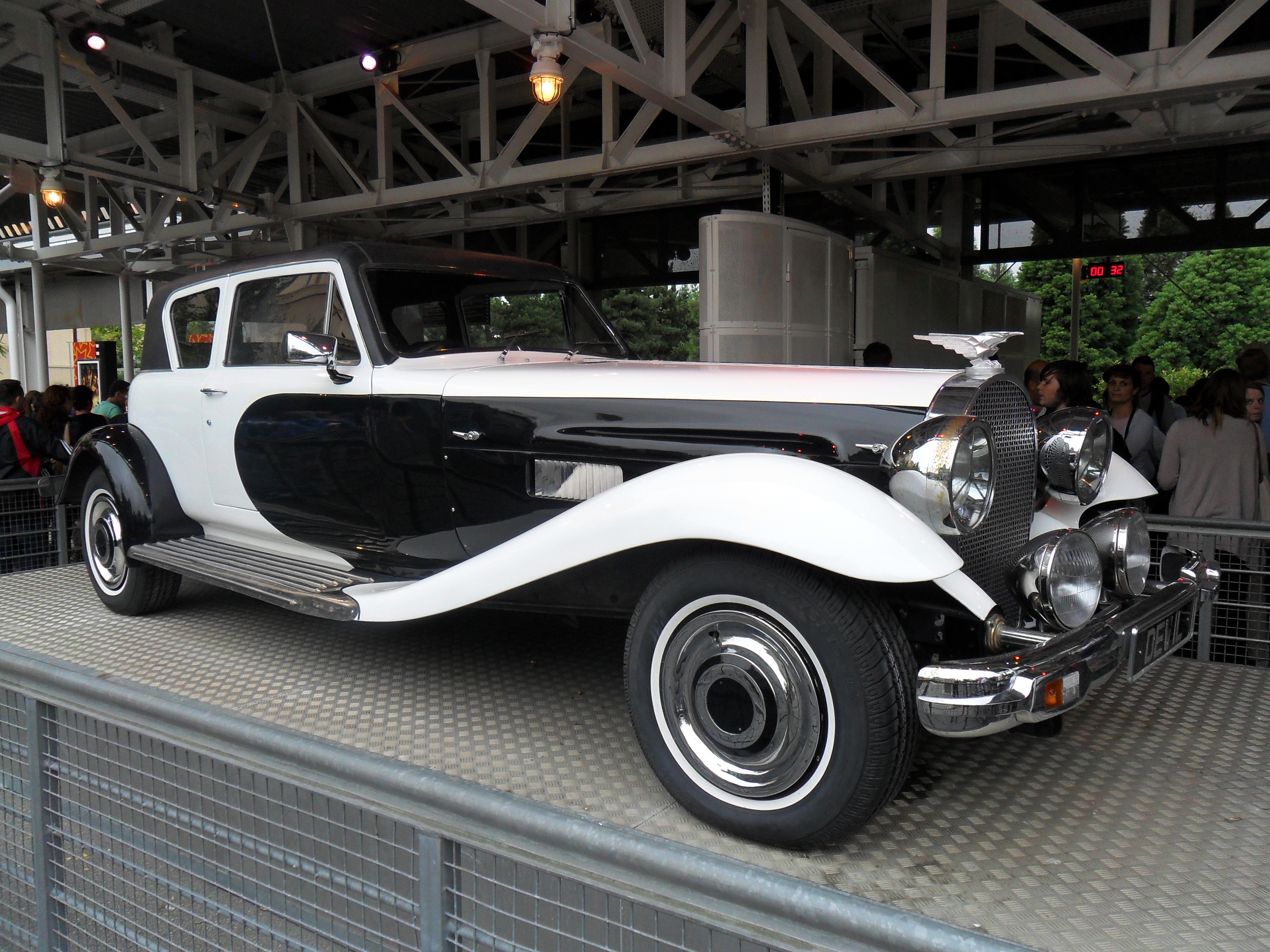
La Panther De Ville coupé di Crudelia De Mon a Disneyland

La Panther De Ville era una berlina neoclassica che replicava esteticamente la Bugatti Royale. Il telaio era una struttura in tubi d'acciaio saldati ed aveva una configurazione particolarmente rigida. La costruzione della vettura era ancora divisa tra il telaio in acciaio pressato e la carrozzeria in alluminio lavorata artigianalmente. Solitamente la De Ville aveva una livrea bicolore, il tetto rivestito in vinile nero ed il tappo del radiatore adornato in ametista.
L'auto ebbe in dotazione la meccanica dalla Jaguar XJ: aveva la trazione posteriore, le sospensioni a ruote indipendenti con bracci trasversali sia davanti che dietro, lo sterzo a cremagliera e 4 freni a disco. Erano disponibili 2 motori: un 6 cilindri in linea con distribuzione bialbero e alimentazione a 2 carburatori di cubatura 4235 cm³ ed un motore V12 a carburatori di concezione moderna (è un superquadro, cioè alesaggio e corsa hanno un rapporto quasi di 1/1) di cubatura 5343 cm³, entrambi abbinati unicamente al cambio automatico a 3 rapporti con riduttore idraulico al 50% dei rapporti. Inoltre ebbe in dotazione, sempre dalla Jaguar, l'impianto elettronico Lucas.
L'abitacolo presentava una plancia in legno (radica di noce), rivestimenti in pelle Connolly e inserti in radica su pannelli porta. La dotazione di bordo comprendeva alzacristalli elettrici su tutte le portiere, servosterzo, autoradio (con impianto audio con 4 altoparlanti completo di lettore di musicassette), aria condizionata e, a richiesta, tettuccio apribile elettricamente, telefono, televisione e il frigo-bar. La vettura era ampiamente personalizzabile in termini di rivestimenti, colori e accessori.
Dal punto di vista tecnico la De Ville subì, nella sua lunga carriera, le stesse evoluzioni motoristiche delle altre Jaguar dotate del medesimo 6 cilindri e del V12, l'unica novità fu rappresentata dall'adozione, a cavallo tra il '76 e il '77, di un nuovo cambio automatico a 4 rapporti.
A livello estetico, le uniche variazioni in tutti gli anni di produzione, furono una serie di aggiornamenti sempre a cavallo tra il '76 e il '77. Le novità principali riguardavano l'eliminazione dei deflettori e la livrea bicolore (leggermente rivista). Anche gli interni vennero aggiornati (pannelli porta modificati, consolle centrale ridisegnata e nuovo impianto di aria condizionata).
Nel 1975 la Panther De Ville costava 21 851 sterline, in confronto la Rolls-Royce Silver Shadow poteva essere acquistata per soli 14 830 £ e la Jaguar XJ12, con esattamente la stessa meccanica, costava circa 5 960 £. Tale era l'inflazione che il prezzo della vettura è quadruplicato tra il '74 e l'uscita di listino nell'85, rendendo la De Ville una delle auto più costose del suo tempo.

## Altre versioni
Nel 1976 venne presentata anche la De Ville in versione cabriolet ed anch'essa aveva le stesse motorizzazioni e gli standard della berlina.
Nel 1984 venne realizzata (su richiesta di un principe malaysiano) una De Ville limousine a 6 porte, questa versione era ovviamente più lunga ed aveva un abitacolo più largo rispetto ad una normale berlina.
Infine nel 1985 venne realizzata (su richiesta del re Fahd dell'Arabia Saudita) una De Ville coupé.

## La De Ville nei media
La De Ville divenne nota per la sua apparizione nel film La carica dei 101 - Questa volta la magia è vera, nella quale era l'auto di Crudelia De Mon. I produttori acquistarono una De Ville berlina e la modificarono fortemente in una coupé. Dopo le riprese del film questa vettura era visibile presso gli Disney-MGM Studios di Walt Disney World Resort. Nel 2000, con il sequel La carica dei 102 il motore Jaguar, probabilmente guasto, venne sostituito con un Chevrolet Small-Block V8. Dopo le riprese del secondo film questa vettura è tuttora visibile presso gli Studio Tram Tour di Disneyland Resort Paris